# В'юнки (Новоукраїнський район)
В'юнки́ (давня назва — Печéна) — село в Україні, у Ганнівській сільській громаді Новоукраїнського району Кіровоградської області. Населення становить 270 осіб. 

## Населення
Згідно з переписом УРСР 1989 року чисельність наявного населення села становила 301 особа, з яких 125 чоловіків та 176 жінок.
За переписом населення України 2001 року в селі мешкало 270 осіб.

### Мова
Розподіл населення за рідною мовою за даними перепису 2001 року:
| Мова       | Відсоток |
| ---------- | -------- |
| українська | 87,78 %  |
| російська  | 7,04 %   |
| молдовська | 4,81 %   |
| інші       | 0,37 %   |